# Zreče
Zreče (em alemão:  Rötschach) é um município da Eslovênia. A sede do município fica na localidade de mesmo nome.